# Carlos Moreno (réalisateur)
Pour les articles homonymes, voir Carlos Moreno.
Carlos Moreno, né le 28 août 1968 à Cali, est un réalisateur colombien.

## Filmographie

### Films
- 2011 : All Your Dead Ones

### Séries
- 2012 : Pablo Escobar, le patron du mal
- 2011 : El cartel de los sapos

### Documentaires
- 2010 : Uno: la historia de un gol